# Umoření listiny
Umoření listiny je český občanskoprávní institut, druh soudního nesporného řízení, kterým lze nahradit ztracenou nebo zničenou listinu. Touto listinou ale může být zásadně jen taková, která je nutná k uplatnění práva, typicky nějaký cenný papír (např. směnka, šek, akcie, dluhopis). Vkladní knížky umořují pouze banky. Nelze naopak vůbec umořit peníze, loterijní losy, sázenky, vstupenky, jízdenky apod. Po úspěšně proběhlém řízení o umoření je listina zcela nahrazena usnesením soudu, které ji zároveň zruší, takže i kdyby se daná listina později objevila, nebude již mít žádné právní účinky.

## Řízení o umoření listiny
Upraveno je v § 303–315 zákona o zvláštních řízeních soudních (do 1. ledna 2014 v § 185i–185s občanského soudního řádu) a zahajuje se jen na návrh, který ale může podat kdokoli, kdo má na umoření právní zájem. Soudem, který řízení vede, je vždy místně příslušný okresní soud. Do již zahájeného řízení může vstoupit státní zastupitelství a hájit v něm veřejný zájem. Důležité je, že po celou dobu řízení neběží lhůty ke splatnosti či zániku práva, staví se i promlčecí doba a s listinou nelze nijak nakládat.
Soud na základě kvalifikovaného návrhu vydá usnesení, tzv. edikt, kterým vyzve toho, kdo má listinu v držení, aby se do 1 roku (u směnek a šeků do 2 měsíců) soudu přihlásil a listinu rovnou předložil, nebo aby podal proti jejímu umoření námitky. Edikt se doručuje účastníkům řízení, pokud jsou známi, a zároveň se vyvěšuje na úřední desce soudu. 
Jestliže soud během řízení zjistí, že listina ztracena nebo zničena nebyla, nebo dokonce že nikdy ani neexistovala, návrh na její umoření zamítne. Jinak po uplynutí doby k jejímu předložení či k uplatnění námitek musí navrhovatel do 1 měsíce podat další návrh k umoření, pokud jej nepodá, soud řízení zastaví. V případě jeho včasného podání soud vydá usnesení, kterým umořenou listinu nahradí.